# Хансверкино
Хансверкино (тат. Хансүәр) — село в Бавлинском районе Татарстана, входит в состав Салиховского сельского поселения.

## География
Село расположено на реке Верхний Кандыз, в 55 км к югу от г. Бавлы.

## История
Село Хансверкино основано во 2-й половине XVIII в.  До 1860 гг. предки современного татарского населения относились к категории государственных крестьян.  Основные занятия жителей в этот период - земледелие и скотоводство, были распространены пчеловодство, выращивание гусей на продажу.
В «Списке населённых мест Российской империи», изданном в 1864 году по сведениям 1859 года, населённый пункт упомянут как казённая деревня Хансверкина (Кансверкина) 4-го стана Бугульминского уезда Самарской губернии. Располагалась по левую сторону упразднённого Оренбургского почтового тракта, при безымянной речке, в 70 верстах от уездного города Бугульмы и в 70 верстах от становой квартиры в казённом селе Ефановка (Крым-Сарай, Орловка, Хуторское). В деревне, в 101 дворе проживали 622 человека (310 мужчин и 312 женщин), была мечеть.
В начале XX в. в селе функционировали 2 мечети, водяная мельница. В этот период земельный надел сельской общины составлял 2325 десятин.
До 1920 года село входило в Салиховскую волость Бугульминского уезда Самарской губернии. С 1920 года в составе Бугульминского кантона ТАССР. С 10.8.1930 г. в Бавлинском, с 1.2.1963 г. в Бугульминском, с 12.1.1965 г. в Бавлинском районах. Ныне входит в состав центр Салиховского сельского поселения.
В 1930 г. в селе организован колхоз им. К.Маркса, впоследствии несколько раз переименовывался и реорганизовывался. С 2000 г. СХПК "Хансвер", с 2005 г. ООО "Хансвер". Жители работают преимущественно в ООО "Хансвер", КФХ, занимаются полеводством, молочным скотоводством, овцеводством.
В окрестностях села выявлены археологические памятники: Хансверкинская стоянка I и II (эпоха поздней бронзы), Хансверкинские курганы I-VII (без датировки).

## Население
| 1859 | 1889 | 1897 | 1910 | 1920 | 1926 | 1938 | 1949 | 1958 | 1970 | 1979 | 1989 | 2002 | 2010 | 2015       |
| ---- | ---- | ---- | ---- | ---- | ---- | ---- | ---- | ---- | ---- | ---- | ---- | ---- | ---- | ---------- |
| 622  | 992  | 1134 | 1560 | 1506 | 1209 | 1108 | 952  | 795  | 711  | 572  | 417  | 402  | 382  | 359 татары |

## Известные уроженцы
- М.М. Загиров (р. 1937) — нефтяник, доктор технических наук, заслуженный деятель науки и техники РФ.
- В.Н. Усманов (р. 1968) — эстрадный певец, композитор.
- Р.С. Яппарова (р. 1949) — заслуженный работник культуры РТ и РФ.

## Социальная инфраструктура
В селе действуют детский сад (с 1988 г.), дом культуры (с 1926 г.), фельдшерско-акушерский пункт, библиотека, мечеть «Изгелэр». При доме культуры функционируют: детский танцевальный коллектив «Ялкын» (с 2000 г., основатель — А.Х.Газимова), фольклорный коллектив «Мирас» (с 2010 г.), танцевальный коллектив «Боркетлэр» (с 2010 г., основатель — Р.Н.Тазетдинова) и детский театральный коллектив «Кызыл калфак» (с 2015 г., основатель — Г.Ф.Закирова).